# Союз ТМА-17
Союз ТМА-17 е пилотиран космически кораб от модификацията „Союз ТМА“, полет 21S към МКС, 127-и полет по програма „Союз“. Чрез него е доставена в орбита двадесета и втора основна експедиция и е 52-и пилотиран полет към „МКС“.

## Екипаж

### При старта и при кацането

#### Основен
Двадесета основна експедиция на МКС
- Олег Котов (2) – командир
- Тимъти Криймер (1) – бординженер-1
- Соичи Ногучи (2) – бординженер-2

#### Дублиращ
- Антон Шкаплеров – командир
- Дъглас Уилок – бординженер-1
- Сатоши Фурукава – бординженер-2

## Най-важното от мисията
На 22 декември, в 22:48 UTC корабът „Союз ТМА-17“ се скачва с МКС. Самото скачване е проведено в автоматичен режим, а процесът е контролиран от командира на кораба Олег Котов. „Союз ТМА-17“ е скачен към насоченият по направление на Земята скачващ възел на модулът Заря. В 00:30 минути на 23 декември е отворен люкът между кораба и станцията. Екипажът на „Союз ТМА-17“ се присъединява към двадесет и втора основна експедиция - Джефри Уилямс - командир и бординженер Максим Сураев.
На 14 януари 2010 г. е направено излизане в открития космос от Олег Котов и Максим Сураев. По време на излизането космонавтите привеждат в работно състояние скачващия възел на наскоро скачения към станцията руски модул Поиск. На 20 януари към този възел е престикован корабът Союз ТМА-16 (на Д. Уилямс и М. Сураев).

### Космически разходки
| № | Участници                | Начало                   | Край                     | Продължителност    |
| - | ------------------------ | ------------------------ | ------------------------ | ------------------ |
| 1 | Олег Котов Максим Сураев | 14 януари 2010 10:05 UTC | 14 януари 2010 15:49 UTC | 5 часа и 44 минути |

На 8 февруари 2010 г. стартира и два дни по-късно се скачва със станцията совалката „Индевър“, мисия STS-130. Тя доставя в орбита модула „Транквилити“ и обсерваторията „Купола“. Остават скачени почти 10 денонощия с МКС.
След около тримесечен съвместен полет, екипажът на „Експедиция-22“ се завръща успешно на Земята на 18 март на борда на „Союз ТМА-16“.
На 2 април е изстрелян, а на 4 април се скачва с МКС космическият кораб Союз ТМА-18 с екипажа на „Експедиция-23“. Съвместният им полет е с продължителност от около 2 месеца.
На 12 май 2010 г. „Союз ТМА-17“ освобождава надирния скачващ възел на модула „Заря“ и се престикова към агрегатния отсек на служебния модул Звезда. По план, към модулът „Заря“ трябва да бъде присъединен руският изследователски модул Рассвет.
На 2 юни 2010 корабът се откачва от МКС и в 03:25 UTC [5] и се приземява в района на град Джезказган. 
- Подготовката за изстрелването на „Союз ТМА-17“ на стартовата площадка
- Стартът на „Союз ТМА-17“
- Приближаването на „Союз ТМА-17“ до МКС
- Приземяването на „Союз ТМА-17“